# تشرب

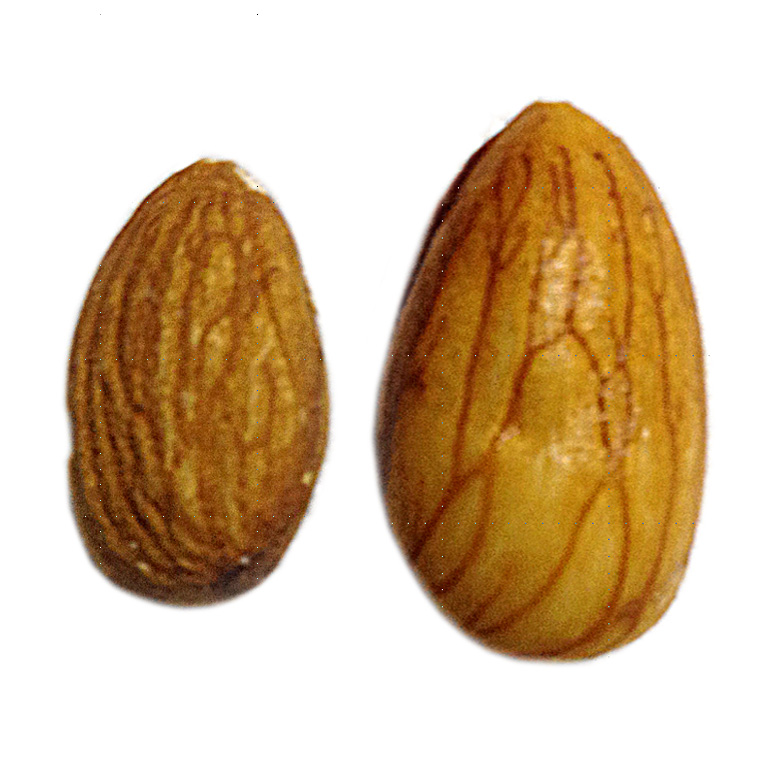
صورة الفرق بين Prunus armeniaca البذور الجافة والمشبعة

التَشَرُّب هو نوع خاص من الانتشار يحدث عندما يتم امتصاص الماء بواسطة المواد الصلبة "الغرويات" مما يسبب زيادة في الحجم. وتشمل الأمثلة على امتصاص الماء عن طريق البذور والخشب الجاف. إذا لم يكن هناك ضغط بسبب التشرب، فلن تكون الشتلات قادرة على الخروج من التربة.